# Eucynorta insularis
Eucynorta insularis is een hooiwagen uit de familie Cosmetidae.